# Kim Jun-ho
Kim Jun-ho (kor. 김 준호; ur. 9 października 1995 w Seulu) – południowokoreański łyżwiarz szybki.
W wieku 18 lat Kim uczestniczył w Zimowych Igrzyskach Olimpijskich 2014 w Soczi. Brał wówczas udział w jednej konkurencji łyżwiarstwa szybkiego, biegu na 500 m, gdzie zdobył 21. miejsce.

## Rekordy życiowe
| Dystans | Czas    | Data              | Miejsce        |
| ------- | ------- | ----------------- | -------------- |
| 500 m   | 34,71   | 15 listopada 2015 | Calgary        |
| 1000 m  | 1.09,78 | 21 listopada 2015 | Salt Lake City |
| 1500 m  | 1.53,99 | 20 września 2014  | Calgary        |
| 3000 m  | 4.11,83 | 10 marca 2012     | Seul           |
| 5000 m  | 7.26,67 | 10 lutego 2011    | Seul           |
| Źródło: |         |                   |                |